# Пилипче (Киевская область)
Пилипче (укр. Пилипче) — село, входит в Березанскую городскую общину Броварского района Киевской области Украины. До 2020 года входило в состав Барышевского района.
До 2009 г. называлось Пилипча.
Население по переписи 2001 года составляло 446 человек. Почтовый индекс — 07531. Телефонный код — 4576. Занимает площадь 2,52 км².

## Местный совет
07531, Киевская обл., Барышевский р-н, c. Пилипча, ул. Шевченко, 6; тел. 3-11-85.